# 국제법
국제법(國際法)은 국가와 국제기구, 특별한 경우에는 예외적으로 회사나 개인의 행동을 국제적으로 규율하는 법률이다. 국제사법과 대비해서 국제공법(國際公法)이라고 하기도 한다. 한국에는 만국공법(萬國公法)이란 이름으로 19세기 말에 최초로 소개되었다. 국제법은 공법과 사법의 구별이 없고 공법으로 평가된다.
20세기 이후 국제 무역과 교류의 증가, 국가간 갈등 등이 커지면서 국제법의 역할이 중요해졌다. 그러나 대부분 그 관철을 위한 강제력이 결여되어 있으므로 ‘불완전한 법’이며, 형성중인 법이다. 따라서 그 준수는 세계인의 양심에 호소하는 측면이 큰 법이라는 지적도 있다.
효력을 기준으로 국제 사회 일반에 효력을 가지는 일반국제법과, 특정 국가 사이에서 효력을 가지는 특수국제법으로 나뉜다. 또한 성문화 여부에 따라 국제성문법과 국제불문법으로도 나뉜다.

## 국제법 형성의 연혁
현대 국제법의 정신적인 시원은 로마 교황청의 패권이 점점 약해지던 16세기와 17세기에 형성되었다.
스페인 스콜라주의의 교부이며 살라망카 대학에서 살라망카학파를 창시한 비토리아(Francisco de Vitoria, 1492~1549)가 국제법의 창시자로 불리며, 그는 신학에 기초하여 jus inter gentis라는 단어를 처음으로 사용했다.
그 후 비토리아의 국제법을 전 유럽에 소개한 휴고 그로티우스가 국제법의 아버지로 불린다. 그 후 제레미 벤담이 "International law"라는 말을 처음으로 사용하였다.

### 초기
(1) 비토리아(F. Vitoria)는 국제법을 '자연이성이 제 민족 간에 뿌리박힌 것이라고 규정하였다. 국제법은 국가간의 법이 아니라 보편인류법이라고 보았으며, 특히 인디언의 자연법상의 권리에 관심을 보였다.
(2) 수아레즈(F. Suarez)는 비토리아와 마찬가지로 토마스 아퀴나스의 스콜라 철학의 영향을 받은 스페인의 스콜라학파에 속하며 자연법론적 입장에서 국제법이론을 전개하였다.
(3) 젠틸리(A. Gentili)는 국제법을 신학이나 윤리학으로부터 분리한 최초의 학자로서 조약, 관습 등을 중시한 실증주의적 경향을 띠고 있었지만 역시 국제법의 근저에 자연법의 타당성을 인정하고 있었다.

### 그로티우스
그로티우스는 네덜란드 출신의 학자로서 국제법의 시조라고 불린다.

### 후기
1. 자연법학파: 대표적인 학자로 푸펜도르프가 있다. 그는 국제사회에는 국가보다 상위의사가 없기 때문에 실정국제법은 없다고 보고, 그로티우스의 의사법 부분을 제외함으로써 국제법은 자연법의 일부라고 보았다.
2. 실정법학파
3. 그로티우스학파

## 국제법의 법원
국제사법재판소 제38조는 재판소는 재판소에 회부된 분쟁을 국제법에 따라 재판하는 것을 임무로 하며, 다음을 적용한다.
가. 분쟁국에 의하여 명백히 인정된 규칙을 확립하고 있는 일반적인 국제협약 또는 특별한 국제협약
나. 법으로 수락된 일반관행의 증거로서의 국제관습
다. 문명국에 의하여 인정된 법의 일반원칙
라. 법칙결정의 보조수단으로서의 사법판결 및 제국의 가장 우수한 국제법 학자의 학설
다만, 제59조의 규정을 따를 것을 조건으로 한다.
이 규정은 당사자가 합의하는 경우에 재판소가 형평과 선에 따라 재판하는 권한을 해하지 아니한다. 이 규정이 나와 있는 법원들은 효력순위에 입각한 것이 아니라 참조의 편의에 따라 배열된 것이다. 앞에 있는 법원은 나중의 법원보다 빈법히 참조되는 것일 뿐, 우월한 효력을 가지는 것은 아니다. 국제법에서는 국내법에서처럼 규범들 간에 상하의 구분이 명확하지 않다.
일반적으로 조약과 관습국제법은 국제법의 법원으로 인정되나, 법의 일반원칙은 아직 법원으로 인정하기에는 무리가 있고 다만 재판을 방지하기 위한 재판의 준칙이자 보충적 수단일 뿐이라는 것이 다수의 견해이다. 국제사법재판소의 법의 일반원칙에 의한 판결에 구속력은 존재하지만, 그 구속력과 법원성은 별개이다. 본 규정은 1920년 만들어진 PCIJ규정을 답습한 것이어서 국제사회의 현실을 제대로 반영하지 못하고 있다는 비판을 받는다. 이 규정은 유엔 등 국제기구의 결의나 선언에 대해서는 언급이 없기 때문이다.
권고적 의견(勸告的 意見)은 PCIJ에 의해 처음으로 채용되었다. 즉, 국제연맹 이사회 및 총회에 부탁되는 분쟁과 문제에 대해서 법원에 법률적 의견을 구하는 것이 인정되었다. 재판기능과는 다른 법원의 또하나의 중요한 역할인 것이다.
의견을 요청할 수 있는 일정한 국제기구에 한정되어 있다. 국가와 개인에게는 인정되지 않는다. UN 헌장에 의하면 의견요청자는 총회 및 안보리외에 UN의 ‘기타기관 및 전문기관’으로서 총회의 허가를 얻도록 되어 있다. 실제로 이 허가가 부여되고 있는 것은 UN 내에서는 신탁통치이사회, 중간위원회, 행정법원판결심사청구위원회이며, 전문기관으로서는 만국우편연합을 제외한 15개 기관과 이에 준하는 국제원자력기구이다.
권고적 의견의 요청은 ‘법률문제에 대해서만 할 수 있다. 요컨대, 당해기관에 부탁된 문제와 혹은 임무수행 중에 발생된 제문제에 관한 법률적 논점에 대해서 자문해야만 한다. 법원은 UN의 주요한 분쟁처리기관으로서 타기관의 의견요청에 응해야 할 일반적인 의무가 있지만 자문사항이 명백히 법률적성격의 것이 아닐 때에는 사법기관으로서 의견제시를 거부할 수 있다고 해석된다.

## 국내법과 국제법
국제법과 국내법의 관계에 관한 학설은 크게 두 개의 분류로 나눌 수 있다. 하나는 이원론(분립설)으로 국제법과 국내법은 타당근거(법원)와 규율하는 대상을 달리하는 각각 별개의 법질서를 구성한다는 주장이다(Triepel, An zi-lotti). 다른 하나는 양자가 하나의 통일된 법체계를 형성하며 상호간 저촉은 상위·하위의 법질서에 의하여 해결된다는 일원론(통일설)이다. 오늘날에는 국제법과 국내법을 동등한 관계에 두고, 상호간에 발생하는 '의무의 저촉'은 조정에 의해 해결하자는 주장이 지배적이다. 곧 국제법과 국내법은 각각 별개의 고유 분야에 있어서 최고로, 법체계 그 자체에서는 저촉이나 우열관계가 발생하지 않는다는 것이다. 그러나 오늘날 국제화라는 현상을 배경으로 국제면에서는 국제법의 우위성이 어느 정도 인정되고 있다. 그러므로 국가 국제법상의 의무를 국내에서 이행하지 못하는 경우(의무저촉의 경우), 적어도 국제면에서는 국제법의 우위에 입각하여 국제위법행위에 대한 국가책임을 추궁하는 형식으로 조정을 시도하게 된다. 그렇다고 하여 이러한 국제법의 조정기능이 국제법상 의무와 저촉하는 국내법령을 무효화시킨다는 의미는 아니다.
국제법은 국제사회의 법으로써 국제관계의 규율을 주목적으로 하며, 국내법은 국가사회 내부의 관계를 규율하는 법이라고 할 때 자칫, 양자는 전혀 별개의 무관계한 법이라고 생각되기 쉽다. 그러나 국제법은 국내법의 타당 범위(국제행사의 공간적 한계)를 정하며, 조약의 체결권한은 국내법의 수권에 의존한다는 이론상 관련이 있다.
그리고 국제법의 규정과 국내법의 규정이 서로 적극적․소극적으로 저촉되는 경우에 어느 것이 우선하는가, 다시 말해서 국내의 행정부는 어느 법을 집행해야 하며, 또 국내재판소는 어느 법을 적용해야 하며, 그리고 만약 국제재판소에서 판결을 내린다면 그 결과와 논거는 국내재판소의 그것과 다른 것인가, 같은 것인가에 대한 문제 등이 발생한다.

### 국제법의 특징
국제법의 특징은 국내법과 같은 입법기관이 없다는 것이다. 명시된 법제정 절차를 취하는 조약은 국가의 합의에 의하는 것이어서 국가를 초월한 입법기관에 의하여 제정되는 것은 아니다. 제1차 세계대전 후 다수의 국가에 관계되는 다변적 조약(多邊的條約)에 있어서는 조약안(條約案)이 국제조직에서 심의 ·채택되는 예가 많아졌지만, 이런 경우에도 국가의 서명 또는 비준이 없으면 조약으로서의 효력이 생기지 않는다. 이와 같이 입법기관이 없기 때문에 국제사회 전반에 적용되는 일반 조약을 제정하는 것은 매우 곤란하며, 또 현실과 조약 내용과의 사이에 차질이 생긴 경우에 그것을 조정하는 것도 쉬운 일이 아니다.
국제법의 적용에 있어서 특히 재판의 기능에 있어서도 상당한 한계가 있다. 국내법의 경우에 재판은 국가권력을 배경으로 하여 강제적으로 행해지지만, 국제법의 경우에는 분쟁당사국 쌍방의 동의 없이는 재판을 하지 못하게 되어 있다. 19세기에 일반적으로 행해졌던 것처럼 분쟁이 있을 때마다 당사국의 합의에 의해 재판관을 선정하는 중재재판(仲裁裁判)의 형태를 대신하여 오늘날에는 국제사법재판소와 같은 상설적인 국제재판소가 설치되어 있으나, 이 경우에 있어 재판을 하기 위해서는 당사국의 합의가 있어야만 한다. 따라서 재판에 회부되는 것이 옳다고 여겨지는 이른바 법률적 분쟁이 재판에 회부되지 못한 채로 있는 예가 많다.
국제법의 가장 현저한 특징은 국제법의 침해에 대하여 법을 집행하는 강제적인 절차가 충분히 조직화되어 있지 않다는 것이다. 앞에서 말한 바와 같이 제재의 수단으로서 일반적으로 인정되고 있는 것은 피해국이 스스로의 힘으로 대항하는 자조행위인데, 이 수단은 상대가 강대국일 경우에는 거의 효과가 없다. 제1 ·2차 세계대전 후로는 각종 위법적 무력행사에 대하여 국제연맹이나 국제연합 주도에 의한 여러 나라의 협력으로 대항하는 집합적 제재의 형태를 볼 수 있게 되었다. 그러나 집합적인 제재라 하더라도 각국의 협력을 기초로 하는 데다가 상대가 강대국인 경우에는 세계전쟁으로 발전할 위험이 있기 때문에 많은 나라가 주저하는 일이 보통이어서 제재면에서 크게 기대할 수는 없다.
이와 같이 국제법은 국내법과 비교해 볼 때 권력적 요소가 희박하고 실효성이 없다고는 하나, 여러 나라의 관계를 합리적으로 조정하기 위해서 없어서는 안 될 규범으로서 일반적으로 인정받고 있다. 실제로 잘 준수되고 있다는 점에서는 국내법과 별로 다름이 없다.

### 양자의 관계에 대한 이론
국제법과 국내법관계에 관한 이론은 국내법우위의 일원론으로 시작되어, 이원론 그리고 국제법우위의 일원론의 순서로 주장되었다. 다만 편의상 이원론을 먼저 논하기로 한다.

##### 국내법 우위 일원론
가장 오래된 학설이자 아직까지 대한민국 다수의 견해이다. 법이란 국가에 의해 만들어지는 것이므로 국제법도 결국 대외국가법에 불과하다. 조약의 체결권한도 국내헌법에 의해 부여되는 것이다. 그러나 국내법이 소멸하면 국제법도 소멸해야 하나 실상은 그렇지 않고 혁명이나 법개정이 있더라도 국제법은 계속 존재하고 있다. 그리스 관습국제법의 타당근거로 설명하지 못한다.

##### 이원론
국제법과 국내법은 타당근거(국내사회/국제사회), 법원(법률,관습법/조약,관습국제법), 규율관계(내부관계/외부관계), 법의 실체(주권자의 법/주권자 상호간의 법), 법적용의 방식(명령/평등한 합의)에 있어서 각각 달리한다. 따라서 국제법을 국내에 적용하기 위해서는 다시 입법과정을 거치는 변형이 필요하다. 그러나 별개라면 양자 간의 충돌은 있을 수 없으나 실상은 그렇지 않다. 그리고 국가가 체결한 조약은 국내실시를 목적으로 하는 것이며, 실제로 영국과 미국은 관습국제법을 수용한다.(변형이 아니라 바로 받아들임)

##### 국제법 우위 일원론
국내법은 국제법에 의하여 위임된 부분 내의 법규범이다. 대표적으로 순수법학자인 켈젠의 주장에 의하면, "국제법과 국내법은 다 같이 법으로서 동일한 인식의 대상이다. 동일한 인식의 대상이라면 양자는 당연히 동일한 법질서 안에 있는 것이다. 양자가 동일한 법질서 안에 있다면 논리상 동위관계 또는 상하관계이다. 만약 동위관계라면 양자를 동위관계에 두게 하는 더 상위에 있는 제3의 법질서를 전제해야 한다. 사실상 제3의 법질서는 존재하지 않으므로 양자는 결국 상하관계에 있다"는 논리를 편다. 그러나 이 논리는 국내법 우위 또는 국제법 우위가 둘다 가능한 상대주의 입장에 빠지게 된다. 그러나 켈젠은 어느 쪽을 택하든지 이것은 순수법학에서는 무관계한 일이라고 한다. 그리고 위임의 우위는 의제일 뿐이며, 국제법 위반의 국내법이 여전히 합법성을 인정받고 있기 때문에 역사적 경험을 무시한다는 비판을 받는다.

## 세계법과 국제법
세계법이란 세계를 국가와 민족 등을 초월한 하나의 사회로 보았을 때에, 이 인류 사회의 규율을 정하는 초국가적인 법으로 세계정부를 전제한 개념이다. 따라서 주권국가 중심의 분권적인 국제법과는 구별된다.

## 전개

### 20세기
2차대전 이후 과학기술의 발달과 국제사회의 연대성의 강화로 인하여 국제법에서 국제인권법, 우주법, 국제환경법, 국제경제법 등의 새로운 분야가 등장하였다.

## 각국의 국내법 질서에서의 국제법의 효력

### 이탈리아
(1) 이탈리아 헌법이 규정한 "gerarchia delle fonti 법의 우위성" 원칙에 따라 이탈리아가 비준하고 수락한 국제법은 국내법과 마찬가지로 동등한 중요도로 정부가 비준한 국제 규칙과 협정이 이탈리아 당국에 구속력을 가지며 이탈리아 국내 법원에서 원용될 수 있다. 
(2) 판사는 국제법 문제와 관련된 사건을 국제 규범과 의무를 고려해야 하기 때문에 국제법은 이탈리아 법률의 해석과 적용에 영향을 끼친다. 또한 국제분쟁이나 국제범죄 관련 사건은 국제사법재판소, 국제형사재판소 등 국제기구 및 법원의 관할권을 갖는다. 
(3) 국제법은 이탈리아 내부 법률 시스템에 통합되어 적용 및 해석에 영향을 미치며 이탈리아가 맡은 국제 의무의 준수를 보장하여 이탈리아 국내 법률 시스템에 중요한 영향을 미친다.

### 호주
(1) 조약의 경우 원칙적으로 호주의회를 통하여 국내적으로 입법화되어야 당해 조약이 국내법으로 적용될 수 있다.
(2) 국내관습법의 경우 수용되어 호주의 common law의 일부를 이룬다.
(3) 효력순위는 헌법 그리고 제정법이 우위에 있다. common law와 국제관습법은 동등한 지위를 지닌다.

### 영국
(1) 조약의 경우 원칙적으로 영국의회를 통하여 국내적으로 입법화되어야 당해 조약이 국내법으로 적용될 수 있다.
(2) 국내관습법의 경우 수용되어 영국의 common law의 일부를 이룬다.
(3) 효력순위는 헌법 그리고 제정법이 우위에 있다. common law와 국제관습법은 동등한 지위를 지닌다.

### 한국
대한민국 헌법 제6조 제1항에 의하면 "헌법에 의하여 체결, 공포된 조약과 일반적으로 승인된 국제법규는 국내법과 동일한 효력을 가진다"라고 하여 국제법을 국내법으로 수용하고 있다. 그러나 국내실시에 영향이 없도록 자세히 규정된 조약만 바로 실시가 가능하고, WTO의 규정이라든지 선언과 지침의 성격상 모호함으로 인해 변형이 필요하게 된다. 그리고 "국내법"의 범위에 있어서는 그 해석에 견해의 대립이 존재한다.
1)법률동위설: 비준동의 절차가 법률제정절차와 같다는 이유로 법률과 동위라고 주장한다.
2)법률동위 및 법률하위설: 국제법의 내용 중 단순히 행정적, 기술적 내용으로만 이루어진 법률 하위의 내용을 가진 경우는 법률 하위로 본다.
3)헌법하위, 법률상위설: 비교적 중도적인 입장이다.
4)헌법동위설: 헌법전문의 국제평화주의에 입각하여 가능한 한 국제법을 잘 준수하여야 한다. 법원의 위헌법령심사권과 헌법재판소의 위헌법률심사권에서 그 대상에 조약 등의 국제법규는 제외되어 있다. 오늘날 국제관계에서 국제법 우위의 현실적 경향이 강하다. 실제로 헌법동위로 보아도 국회의 비준동의 절차를 밟으므로 큰 문제가 없다.

## 국제법의 종류

### 전시국제법
- 교전법규
- 중립법규
- 공평의무

공평의무는 전쟁수행에 관계되는 원조를 부여하지 않을 의무인 회피의무(回避義務:duty of abstention)와 중립국의 영역이 교전국의 전쟁목적에 이용되는 것을 방지할 의무인 방지의무(防止義務:duty of prevention)로 대별된다
- 공전법규

공중에서의 전투와 지상군과의 협동작전 및 공군이 독자적으로 행하는 전략적 공격 등에 관한 국제법상의 모든 규칙.《공전법규》

### 평시국제법
평화시에 국제법을 말하며 전쟁시의 국제법인 전시국제법에 대응되는 개념이다.
<법률> 평화 시에 행하여 지는 국제법. 전쟁 때라도 중립국 사이 및 중립국과 교전국 사이에서는 평시 국제법이 행하여 진다. ≒평시 공법·평시 국제 공법.
- 국제기구
- 국가영역(영토, 영해, 영공, 공해(公海), 국경)

## 같이 보기
- 만국공법

## 참고 자료
- 박기갑, 國內 國際法의 現住所와 21세기 바람직한 發展方向
- 홍성화. 「개정 국제법개론」. 서울: 건국대학교 출판부, 1995.

참고도서
- Nussbaum(서석순역), A Concise History of Public International Law(국제법발달사)
- 김용구, 세계관 충돌의 국제정치학(나남)
- 김용구, 만국공법(소화, 2008)
- 김세민, 한국 근대화와 만국공법(경인문화사, 2002)
- 이승만(정인섭 역), 이승만의 전시중립론(나남)
- 서현섭, 근대 한일관계와 국제법 수용(近代朝鮮の外交と國際法受容, 明石書店(2001))
- 김효전, 서양공법이론의 초기 수용(철학과 현실사)
- 유재곤, 일제의 대한침략논리와 만국공법, 한국정신문화연구원 박사학위논문(1996)
- 권선홍, 동아시아 개항기의 불평등조약 연구 - 문명기준의 시각을 중심으로(연세대학교 박사논문, 1987)

논문
- 이한기, 한국과 일본의 국제법 발달에 관한 약간의 비교연구, 국제법학회논총 20권 1호(1975)
- 이한기, 중국의 국제법 도입과 적용, 법학 1979년 특별호 4권, 7-32
- 이한기, 한국 및 일본의 개국과 국제법, 학술원 인문과학논문집(1980)
- 김효전, 한국에 있어서 국제법의 초기 수용, 기당 이한기 박사 고희기념 한국국제법학의 제문제(박영사, 1987), 211-236
- 최종고, 한국 개화기의 국제법학, 기당 이한기 박사 고희기념 한국국제법학의 제문제(박영사, 1987), 237-261
- 최종고, 한말 개화기의 국제법 용어 수용, 법학 30권 3,4호(1989) 80-101
- 이광린, 한국에 있어서의 만국공법의 수용과 그 영향, 한국개화사의 제문제(일조각, 1986), 147-167(서강대 동아연구 1집(1982))
- 이근관, 동아시아에서의 유럽국제법의 수용에 관한 고찰, 서울국제법연구 제9권 2호, 2002
- 이근관, 조일수조규(1876)의 재평가 - 전통적 동아시아 국제질서의 관점으로부터, 서울국제법연구 11권 1호(2004), 57-77
- 박배근, 동아시아 국제법 수용기의 조선의 국제법적 지위에 관한 일고찰, 서울국제법연구 11권 1호(2004), 1-28
- 강상규, 중국의 만국공법 수용에 관한 연구, 동양철학 제25집(2006)
- 이태진, 19세기 한국의 국제법 수용과 중국과의 전통적 관계 청산을 위한 투쟁, 역사학보 181호(2004), 131-157
- 김수암, 조선의 근대사절제도: 공사의 서울주재와 전권위임을 중심으로, 국제정치논총 40권 4호(2000.12), 463-483
- 김수암, 세계관 충돌과 1880년대 조선의 근대외교제도의 수용: 외무부서를 중심으로, 한국정치학회보 34권 2호(2000.8), 323-339
- 권선홍, 동아시아 개항기 불평등조약의 한 내용1-3, 국제문제논총6,7,8호(부산외대, 국제문제논총 6,7,8호(1994-1996)
- 김봉진, 한성주보의 발행과 조선의 만국공법 수용, 한국전통사회의 구조와 변동(한국사회사연구 4집, 문학과 지성, 1986)
- 유재곤, 한일 양국의 만국공법 수용, 인식, 한일관계사연구 7집(1997.12), 34-85
- 김현철, 개화기 서구 국제법의 수용과 근대 국제질서의 인식, 한국정치연구 14집 1호(2005)

국제법의 법원 참고 문헌
- 박배근, 관습국제법의 변경, 國際法學會論叢, 43-1(1998)
- 박배근, “관습국제법의 증거-Schwarzenberger의 귀납적 방법론을 중심으로,” 국제법평론 제9호, 1997-Ⅱ
- 정경수, 현대 국제관습법의 형성과정에서 나타난 변화와 안정성 - 국제기구의 결의에 기초한 국제관습법의 형성문제를 중심으로, 國際法學會論叢 47권 3호(2002)
- 정경수, 국제관습법의 기본토대로서 국가실행 개념의 재인식, 국제법학회논총 49권 3호(2004), 87-111
- 박현석, 새로운 관습국제법규 출현에 의한 기존 조약의 개폐문제, 국제법학회 논총 53권 2호(2008)
- 김석현, 국제관습법에 있어서 지속적 반대자 원칙의 타당성 검토, 國際法學會論叢, 48권 3호(2003)
- 박현석, 집요한 반대자 규칙에 대한 집요한 반대, 국제법학회논총 49권 2호(2004)
- 김석현, 국제법에 있어서 강행규범, 국제법평론 8호(1997-1)
- 김대순, 일반 국제법의 강행규범 개념에 관한 연구, 국제법학회논총 82호(1997.12)
- 나인균, 국제법의 법원으로서 일방적 행위, 성균관법학 13권 1호(2001)
- 김석현, 국가의 일방적 행위의 법적 지위
- 김석현, 국제법에 있어서 Soft law, 국제법평론 1997-I(1997)
- 전순신, 국제법에 있어서 soft law, 동아논총 35호(1998.12), 195-211
- 정진석, 법의 일반 원칙에 대한 소고, 국제법평론 22호(2005.10)
- 김석현, 국제법에 있어서의 규범충돌, 국제법평론 1998-II(1998)